# Ion Dumitrescu
Ion Dumitrescu (Bucarest, 18 luglio 1925 – 1999) è stato un tiratore a volo rumeno.

## Palmarès

### Olimpiadi
- 1 medaglia:
  - 1 oro (Roma 1960 nel trap)